# Julio Calleja González-Camino
Julio Calleja González-Camino (1921-2005) fue un ingeniero industrial y empresario español, destacado por su participación en el sector energético español.

## Biografía
Nacido el 19 de febrero de 1921 en Madrid, e ingeniero industrial de profesión durante el primer franquismo tuvo una presencia destacada en el sector eléctrico.
Amigo de Gregorio López Bravo, este le situó en 1969 como presidente del Instituto Nacional de Industria (INI) en lugar de José Sirvent Dargent, responsabilidad que ejerció entre mayo de 1969 y abril de 1970; durante su mandato se produjo la fundación de Astilleros Españoles.
Durante la Transición presidió empresas petroleras como Hispanoil y ENIEPSA, así como, posteriormente, la eléctrica Endesa (1982-1984).
Falleció en Marbella el 12 de abril de 2005.

## Distinciones
- Gran Cruz de la Orden del Mérito Civil (1966)[6]
- Gran Cruz de la Orden de Isabel la Católica (1970)[7]